# Gyrophaena longispinosa
Gyrophaena longispinosa är en skalbaggsart som beskrevs av Charles Hamilton Seevers 1951. Gyrophaena longispinosa ingår i släktet Gyrophaena och familjen kortvingar. Inga underarter finns listade i Catalogue of Life.